# Großsteingrab Sydergård
Das Großsteingrab Sydergård war eine megalithische Grabanlage der jungsteinzeitlichen Nordgruppe der Trichterbecherkultur im Kirchspiel Asminderød in der dänischen Kommune Fredensborg. Es wurde im 19. Jahrhundert zerstört.

## Lage
Das Grab lag nordöstlich von Søholm By am Ufer eines Sees. In der näheren Umgebung gab es zahlreiche weitere megalithische Grabanlagen.

## Forschungsgeschichte
Im Jahr 1884 führten Mitarbeiter des Dänischen Nationalmuseums eine Dokumentation der Fundstelle durch. Zu dieser Zeit waren keine baulichen Überreste mehr auszumachen. Eine weitere Dokumentation im Jahr 1942 kam zum gleichen Ergebnis.

## Beschreibung
Die Anlage besaß eine runde Hügelschüttung mit einem Durchmesser von etwa 9 m. Über eine mögliche steinerne Umfassung ist nichts bekannt. Der Hügel enthielt eine Grabkammer, die wohl als Dolmen anzusprechen ist. Sie war ost-westlich orientiert und hatte einen rechteckigen Grundriss. Sie hatte eine Länge von etwa 1,6 m.